# John Hartson
John Hartson (født 5. april 1975 i Swansea, Wales) er en tidligere walisisk fodboldspiller, der spillede som angriber hos flere engelske og skotske klubber, samt for Wales' landshold. Af hans klubber kan blandt andet nævnes Arsenal og West Ham i England samt skotske Celtic.

## Landshold
Hartson spillede i årene mellem 1995 og 2005 51 kampe for Wales' landshold, hvori han scorede 15 mål.